# Woodstock (Portugal. The Man)
Woodstock è l'ottavo album in studio del gruppo musicale statunitense Portugal. The Man, pubblicato il 16 giugno 2017.

## Tracce
1. Number One (feat. Richie Havens & Son Little) – 5:21
2. Easy Tiger – 3:37
3. Live in the Moment – 4:06
4. Feel It Still – 2:43
5. Rich Friends – 3:41
6. Keep On – 3:23
7. So Young – 4:06
8. Mr. Lonely (feat. Fat Lip) – 4:22
9. Tidal Wave – 3:31
10. Noise Pollution (feat. Mary Elizabeth Winstead & Zoe Manville) – 3:45

## Formazione
- John Gourley – chitarra, voce
- Zachary Carothers – basso, cori
- Kyle O'Quin – chitarra, tastiera, cori, sintetizzatore
- Eric Howk – chitarra
- Jason Sechrist – batteria